# Autophila himalayica
Autophila himalayica är en fjärilsart som beskrevs av George Francis Hampson 1894. Autophila himalayica ingår i släktet Autophila och familjen nattflyn. Inga underarter finns listade i Catalogue of Life.